# Chikkabommanahalli, Chintamani
Chikkabommanahalli là một làng thuộc tehsil Chintamani, huyện Kolar, bang Karnataka, Ấn Độ.